# Topoizomerazy
Topoizomerazy – grupa enzymów biorących udział w replikacji, gdzie odpowiadają za stopień skręcenia podwójnej helisy.
Topoizomerazy konwertują energię chemiczną pochodzącą od ATP w energię torsyjnego napięcia cząsteczki o strukturze superhelikalnej. In vivo topoizomerazy rozplatają podwójną helisę DNA, udostępniając w ten sposób matrycę dla enzymów replikacyjnych lub transkrypcyjnych. W zależności od liczby rozrywanych jednorazowo wiązań fosfodiestrowych wyróżnia się:
- topoizomerazy I, hydrolizujące jedno wiązanie – nacięcie jednej nici, odpowiada za usuwanie z cząsteczki DNA superskrętów (relaksacja).
- topoizomerazy II, hydrolizujące dwa wiązania – nacięcie obu nici, odpowiada za dodanie do cząsteczki DNA superskrętów.

## Reakcje usunięcia i dodania superskrętów do cząsteczki DNA
Relaksacja:
- Cząsteczka DNA wiąże się z centrum aktywnym topoizomerazy I; grupa hydroksylowa −OH tyrozyny 723 wchodzi w reakcję z grupą fosforanową jednej z nici DNA, tworzy się wiązanie fosfodiestrowe między enzymem i DNA – następuje rozerwanie (rozcięcie) jednej z nici helisy.
- Cząsteczka DNA odwraca się wokół nieprzeciętej nici. Taka rotacja usuwa superhelikalne skręty w cząsteczce.
- Wolna grupa hydroksylowa −OH cząsteczki DNA wchodzi w reakcję z grupą fosfotyrozynową, wskutek czego przerwana nić DNA zostaje połączona.
- Topoizomeraza I odłącza się od cząsteczki DNA.

Dodanie superskrętu:
- Cząsteczka DNA wiąże się z centrum aktywnym topoizomerazy II, tworząc kompleks.
- Kompleks topoizomeraza II/cząsteczka DNA (segment G) wiąże się słabo z innym fragmentem DNA (segment T) za pomocą domen.
- Po dostarczeniu energii w postaci ATP następuje rozerwanie obu nici segmentu G.
- Segment T zostaje przemieszczony za pomocą domen (białek składowych cząsteczki) topoizomerazy II przez pęknięcie segmentu G.
- Pęknięte nici segmentu G zostają na nowo połączone.
- Topoizomeraza II otwiera domeny (segment G pozostaje związany z enzymem) i jest gotowa do związania kolejnego segmentu T.